# Careproctus minimus
Careproctus minimus е вид лъчеперка от семейство Liparidae.

## Разпространение и местообитание
Този вид е разпространен в Аржентина.
Среща се на дълбочина от 124 до 128 m.